# Karakara (film)
Pour plus de détails, voir Fiche technique et Distribution.
Karakara est un drame réalisé par Claude Gagnon.

## Résumé
Pierre (Gabriel Arcand), intellectuel, professeur à la retraite dans la soixantaine, entreprend un voyage à Okinawa en compagnie de Junko (Youki Kudoh), une femme mariée de 40 ans qui a fui le domicile conjugal. Pierre est plutôt confus et hésite à poursuivre cette nouvelle relation inattendue. Mais pris d'un élan difficile à expliquer, il décide de suivre sa destinée, quel que soit l'endroit où cette aventure (ou cette femme) le mènera.

## Fiche technique
- Titre original : Karakara
- Réalisation : Claude Gagnon
- Pays d'origine : Japon, Canada
- Format : Couleurs - 35 min
- Genre : Drame
- Durée : 100 min
- Date de sortie : 28 août 2012 (Canada)
- Images : Michel St-Martin
- Scénario : Claude Gagnon
- Lieux de tournage : Okinawa, Japon

## Distribution
- Gabriel Arcand : Pierre
- Youki Kudoh : Junko
- Megumi Tomita : Akemi
- Takuya Maeda : capitaine de bateau
- Tamae Maeda : Femme de l'hôtel Iheya Kanko
- Toshi Moromi : Grand-maman Mekaru
- Tamiko Naka : Femme de l'hôtel Mishima
- Tenyu Okuda : maître Qi Gong
- John Potter : Brian
- Taichi Shiroma : commis location de voitures 1
- Toshiko Taira : Apparition spéciale
- Asuka Tokuzato : commis location de voitures 2
- Atta Yuichi : Kenichi

## Festivals
- Montréal, Festival des films du monde, 28 août 2012
- La Rochelle, Festival international du film de La Rochelle, juillet 2013